# Aristelliger
Aristelliger  is een geslacht van hagedissen die behoren tot de gekko's en de familie Sphaerodactylidae.

## Naam en indeling
De wetenschappelijke naam van de groep werd voor het eerst voorgesteld door Edward Drinker Cope in 1862. Er zijn negen soorten, inclusief de pas in 2009 beschreven soort Aristelliger reyesi.

## Verspreiding en habitat
De gekko's komen voor in delen van Zuid-Amerika en leven in de landen Honduras, Mexico, Belize en Colombia, veel soorten komen voor in het Caraïbisch Gebied. De habitat bestaat uit droge tropische en subtropische bossen en scrublands, vochtige tropische en subtropische laaglandbossen, vochtige tropische en subtropische scrublands en grotten. Ook in door de mens aangepaste streken zoals plantages, landelijke tuinen, stedelijke gebieden en aangetaste bossen kunnen de hagedissen worden gevonden.

## Beschermingsstatus
Door de internationale natuurbeschermingsorganisatie IUCN is aan alle soorten een beschermingsstatus toegewezen. Vier soorten worden beschouwd als 'veilig' (Least Concern of LC), een als 'onzeker' (Data Deficient of DD), een als 'kwetsbaar' (Vulnerable of VU) en een soort als 'gevoelig' (Near Threatened of NT). Een soort wordt gezien als 'bedreigd' (Endangered of EN) en de soort Aristelliger reyesi ten slotte staat te boek als 'ernstig bedreigd' (Critically Endangered of CR).

## Soorten
Het geslacht omvat de volgende soorten, met de auteur en het verspreidingsgebied.
| Naam                     | Auteur                   | Verspreidingsgebied                                       | Beschermingsstatus |
| ------------------------ | ------------------------ | --------------------------------------------------------- | ------------------ |
| Aristelliger barbouri    | Noble & Klingel, 1932    | Bahama's                                                  |                    |
| Aristelliger cochranae   | Grant, 1931              | Navassa Island                                            |                    |
| Aristelliger expectatus  | Cochran, 1933            | Hispaniola, Dominicaanse Republiek en omliggende eilanden |                    |
| Aristelliger georgeensis | Bocourt, 1873            | Honduras, Mexico, Belize, Colombia                        |                    |
| Aristelliger hechti      | Schwartz & Crombie, 1975 | Turks- en Caicoseilanden                                  |                    |
| Aristelliger lar         | Cope, 1861               | Haïti, Hispaniola                                         |                    |
| Aristelliger nelsoni     | Barbour, 1914            | Honduras                                                  |                    |
| Aristelliger praesignis  | Hallowell, 1856          | Jamaica                                                   |                    |
| Aristelliger reyesi      | Díaz & Hedges, 2009      | Cuba                                                      |                    |